# Agneta Luttropp
Vera Agneta Luttropp, född 24 februari 1945 i Västerås, Västmanlands län, är en svensk politiker (miljöpartist). Hon var ordinarie riksdagsledamot 2010–2014, invald för Västmanlands läns valkrets.
I riksdagen var hon ledamot i socialutskottet 2010–2014. Hon var även suppleant i socialförsäkringsutskottet, utbildningsutskottet och riksdagens valberedning.